# Bururi
Bururi – miasto w Burundi; stolica prowincji Bururi; 20 100 mieszkańców (2006). Przemysł spożywczy.